# Judd Trump
Judd Trump (n. 20 august 1989, Whitchurch⁠(d), Bath and North East Somerset, Anglia, Regatul Unit) este un jucător englez de snooker, fost campion mondial, care ocupă în prezent poziția de lider mondial.
A disputat două finale de Campionat Mondial. Prima în 2011 când a fost învins de John Higgins cu 18-15. A devenit însă campion al lumii în 2019 când și-a luat revanșa în fața lui Higgins de care a trecut cu 18-9.
A realizat breakul maxim de opt ori.
În 2016 a câștigat Mastersul European, ediție a turneului care a avut loc la București, după o finală împotriva lui Ronnie O'Sullivan. La Circul Globus, Trump a trecut de conaționalul său scor 9-8.

## Finalele carierei

### Finale de clasament: 49 (30 de titluri)
| Legendă                          |
| Campionatul Mondial (1–2)        |
| Campionatul Regatului Unit (2–2) |
| Altele (27–15)                   |

| Rezultat | Nr. | An   | Turneu                         | Adversar în finală | Scor  |
| -------- | --- | ---- | ------------------------------ | ------------------ | ----- |
| Campion  | 1.  | 2011 | Openul Chinei                  | Mark Selby         | 10–8  |
| Finalist | 1.  | 2011 | Campionatul Mondial            | John Higgins       | 15–18 |
| Campion  | 2.  | 2011 | Campionatul Regatului Unit     | Mark Allen         | 10–8  |
| Finalist | 2.  | 2012 | Mastersul de la Shanghai       | John Higgins       | 9–10  |
| Campion  | 3.  | 2012 | Campionatul Internațional      | Neil Robertson     | 10–8  |
| Finalist | 3.  | 2014 | Mastersul German               | Ding Junhui        | 5–9   |
| Campion  | 4.  | 2014 | Australian Goldfields Open     | Neil Robertson     | 9–5   |
| Finalist | 4.  | 2014 | Campionatul Regatului Unit     | Ronnie O'Sullivan  | 9–10  |
| Finalist | 5.  | 2015 | Mastersul de la Shanghai (2)   | Kyren Wilson       | 9–10  |
| Campion  | 5.  | 2016 | Openul Chinei (2)              | Ricky Walden       | 10–4  |
| Campion  | 6.  | 2016 | Mastersul European             | Ronnie O'Sullivan  | 9–8   |
| Finalist | 6.  | 2016 | Openul Englez                  | Liang Wenbo        | 6–9   |
| Finalist | 7.  | 2017 | Openul Galez                   | Stuart Bingham     | 8–9   |
| Finalist | 8.  | 2017 | Gibraltar Open                 | Shaun Murphy       | 2–4   |
| Campion  | 7.  | 2017 | Players Championship           | Marco Fu           | 10–8  |
| Campion  | 8.  | 2017 | Mastersul European (2)         | Stuart Bingham     | 9–7   |
| Finalist | 9.  | 2017 | Mastersul de la Shanghai (3)   | Ronnie O'Sullivan  | 3–10  |
| Campion  | 9.  | 2018 | Openul Irlandei de Nord        | Ronnie O'Sullivan  | 9–7   |
| Campion  | 10. | 2019 | Marele Premiu Mondial (2)      | Ali Carter         | 10–6  |
| Campion  | 11. | 2019 | Campionatul Mondial            | John Higgins       | 18–9  |
| Campion  | 12. | 2019 | Campionatul Internațional (2)  | Shaun Murphy       | 10–3  |
| Campion  | 13. | 2019 | Openul Mondial                 | Thepchaiya Un-Nooh | 10–5  |
| Campion  | 14. | 2019 | Openul Irlandei de Nord (2)    | Ronnie O'Sullivan  | 9–7   |
| Campion  | 15. | 2020 | Mastersul German               | Neil Robertson     | 9–6   |
| Campion  | 16. | 2020 | Players Championship (2)       | Yan Bingtao        | 10–4  |
| Campion  | 17. | 2020 | Gibraltar Open                 | Kyren Wilson       | 4–3   |
| Campion  | 18. | 2020 | Openul Englez                  | Neil Robertson     | 9–8   |
| Finalist | 10. | 2020 | Championship League            | Kyren Wilson       | 1–3   |
| Campion  | 19. | 2020 | Openul Irlandei de Nord (3)    | Ronnie O'Sullivan  | 9–7   |
| Finalist | 11. | 2020 | Campionatul Regatului Unit (2) | Neil Robertson     | 9–10  |
| Campion  | 20. | 2020 | Marele Premiu Mondial (3)      | Jack Lisowski      | 10–7  |
| Campion  | 21. | 2021 | Mastersul German (2)           | Jack Lisowski      | 9–2   |
| Campion  | 22. | 2021 | Gibraltar Open (2)             | Jack Lisowski      | 4–0   |
| Finalist | 12. | 2022 | Openul Galez (2)               | Joe Perry          | 5–9   |
| Campion  | 23. | 2022 | Turkish Masters                | Matthew Selt       | 10–4  |
| Finalist | 13. | 2022 | Campionatul Mondial (2)        | Ronnie O'Sullivan  | 13–18 |
| Finalist | 14. | 2023 | Marele Premiu Mondial          | Mark Allen         | 9–10  |
| Finalist | 15. | 2023 | Mastersul European (3)         | Barry Hawkins      | 6–9   |
| Campion  | 24. | 2023 | Openul Englez (2)              | Zhang Anda         | 9–7   |
| Campion  | 25. | 2023 | Wuhan Open                     | Ali Carter         | 10–7  |
| Campion  | 26. | 2023 | Openul Irlandei de Nord (4)    | Chris Wakelin      | 9–3   |
| Finalist | 16. | 2024 | Marele Premiu Mondial (2)      | Ronnie O'Sullivan  | 7–10  |
| Campion  | 27. | 2024 | Mastersul German (3)           | Si Jiahui          | 10–5  |
| Campion  | 28. | 2024 | Openul Mondial (2)             | Ding Junhui        | 10–4  |
| Finalist | 17. | 2024 | Xi'an Grand Prix               | Kyren Wilson       | 8–10  |
| Campion  | 29. | 2024 | Saudi Arabia Snooker Masters   | Mark Williams      | 10–9  |
| Finalist | 18. | 2024 | Openul Irlandei de Nord        | Kyren Wilson       | 3–9   |
| Campion  | 30. | 2024 | Campionatul Regatului Unit (2) | Barry Hawkins      | 10–8  |
| Finalist | 19. | 2025 | Players Championship           | Kyren Wilson       | 9–10  |

### Finale în turnee minore: 8 (4 titluri)
| Rezultat | Nr. | An   | Turneu                              | Adversar în finală | Scor |
| -------- | --- | ---- | ----------------------------------- | ------------------ | ---- |
| Campion  | 1.  | 2010 | Paul Hunter Classic                 | Anthony Hamilton   | 4–3  |
| Campion  | 2.  | 2011 | Players Tour Championship – Event 2 | Ding Junhui        | 4–0  |
| Finalist | 1.  | 2011 | Alex Higgins International Trophy   | Neil Robertson     | 1–4  |
| Campion  | 3.  | 2011 | Antwerp Open                        | Ronnie O'Sullivan  | 4–3  |
| Finalist | 2.  | 2012 | Kay Suzanne Memorial Trophy         | John Higgins       | 2–4  |
| Campion  | 4.  | 2012 | Bulgarian Open                      | John Higgins       | 4–0  |
| Finalist | 3.  | 2013 | Kay Suzanne Memorial Cup (2)        | Mark Allen         | 1–4  |
| Finalist | 4.  | 2014 | Paul Hunter Classic                 | Mark Allen         | 2–4  |

### Finale în turnee invitaționale: 17 (10 titluri)
| Legendă                     |
| The Masters (2–0)           |
| Campionul Campionilor (1–4) |
| Premier League (0–1)        |
| Altele (7–2)                |

| Rezultat | Nr. | An   | Turneu                    | Adversar în finală | Scor |
| -------- | --- | ---- | ------------------------- | ------------------ | ---- |
| Campion  | 1.  | 2008 | Masters Qualifying Event  | Mark Joyce         | 6–1  |
| Campion  | 2.  | 2009 | Championship League       | Mark Selby         | 3–2  |
| Finalist | 1.  | 2012 | Championship League       | Ding Junhui        | 1–3  |
| Finalist | 2.  | 2012 | Premier League            | Stuart Bingham     | 2–7  |
| Campion  | 3.  | 2014 | Championship League (2)   | Martin Gould       | 3–1  |
| Finalist | 3.  | 2014 | Campionul Campionilor     | Ronnie O'Sullivan  | 7–10 |
| Campion  | 4.  | 2015 | World Grand Prix          | Ronnie O'Sullivan  | 10–7 |
| Campion  | 5.  | 2016 | Championship League (3)   | Ronnie O'Sullivan  | 3–2  |
| Campion  | 6.  | 2019 | The Masters               | Ronnie O'Sullivan  | 10–4 |
| Finalist | 4.  | 2019 | Campionul Campionilor (2) | Neil Robertson     | 9–10 |
| Campion  | 7.  | 2021 | Campionul Campionilor     | John Higgins       | 10–4 |
| Finalist | 5.  | 2022 | Campionul Campionilor (3) | Ronnie O'Sullivan  | 6–10 |
| Campion  | 8.  | 2023 | The Masters (2)           | Mark Williams      | 10–8 |
| Finalist | 6.  | 2023 | Championship League       | John Higgins       | 1–3  |
| Campion  | 9.  | 2023 | Huangguoshu Open          | John Higgins       | 5–1  |
| Finalist | 7.  | 2023 | Campionul Campionilor (4) | Mark Allen         | 3–10 |
| Campion  | 10. | 2024 | Mastersul de la Shanghai  | Shaun Murphy       | 11–5 |

### Finale pe echipe: 1
| Rezultat | Nr. | An   | Turneu    | Echipă | Adversar în finală | Scor |
| -------- | --- | ---- | --------- | ------ | ------------------ | ---- |
| Finalist | 1.  | 2017 | World Cup | Anglia | China A            | 3–4  |

### Finale Pro-am: 8 (5 titluri)
| Rezultat | Nr. | An   | Turneu                       | Adversar în finală | Scor | Ref   |
| -------- | --- | ---- | ---------------------------- | ------------------ | ---- | ----- |
| Campion  | 1.  | 2003 | Pontins Spring Open          | Mike Hallett       | 4–2  |       |
| Campion  | 2.  | 2006 | Pontins Pro-Am - Event 2     | Ryan Day           | 4–1  | [ 4 ] |
| Campion  | 3.  | 2006 | Pontins Pro-Am - Event 3     | Michael Holt       | 4–1  | [ 5 ] |
| Finalist | 1.  | 2007 | Pontins Pro-Am - Event 6     | Dave Harold        | 3–4  | [ 6 ] |
| Finalist | 2.  | 2008 | Pontins Pro-Am - Event 1     | Stuart Bingham     | 3–4  | [ 7 ] |
| Finalist | 3.  | 2008 | Pontins Pro-Am - Event 3     | Peter Lines        | 3–4  | [ 8 ] |
| Campion  | 4.  | 2009 | Pontins Pro-Am - Event 3 (2) | Peter Lines        | 5–2  | [ 9 ] |
| Campion  | 5.  | 2010 | Austrian Open                | Neil Robertson     | 6–4  |       |

### Finale la amatori: 1 (1 titlu)
| Rezultat | Nr. | An   | Turneu       | Adversar în finală | Scor |
| -------- | --- | ---- | ------------ | ------------------ | ---- |
| Campion  | 1.  | 2004 | English Open | Craig Steadman     | 8–7  |